# Steindl Ferenc

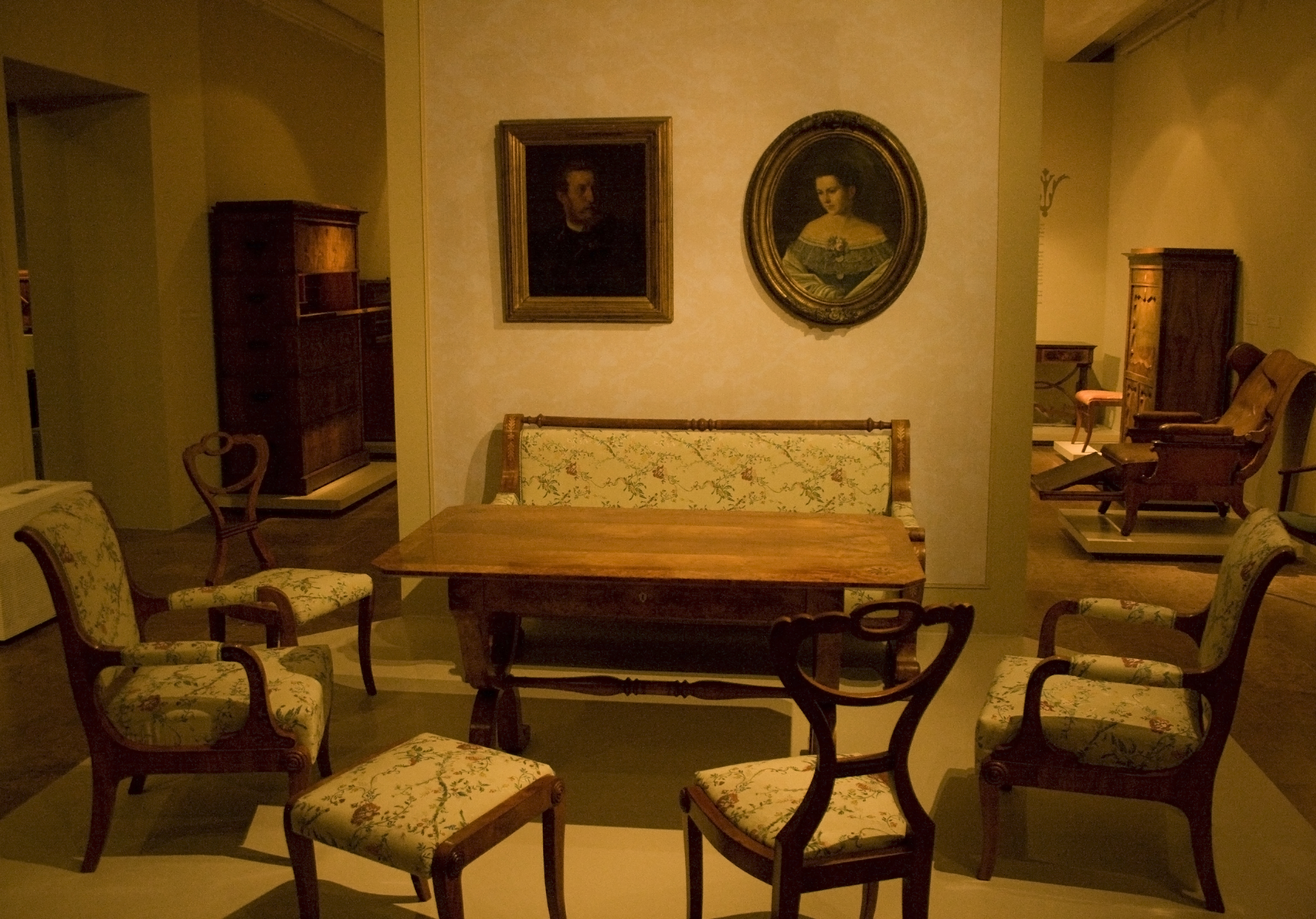
Biedermeier ülőgarnitúra Steindl Ferenc műhelyéből

Steindl Ferenc (Pest, 1797. január 29. (keresztelés) – Pest, Terézváros, 1866. január 30.) magyar asztalos, főlövészmester, szabad királyi Pest városának képviselője, a 19. század magyar bútorművészetének egyik legkiemelkedőbb alakja. 1824 és 1860 között dolgozott Pesten. Steindl Imre építész nagybátyja.

## Életútja
A Steindl család a reformkor egyik legjelentősebb asztalos- és építészdinasztiája volt. Steindl Baptista János - Steindl Ferenc apja - asztalos és ácsmester volt, anyja Reisinger Anna. Steindl Baptista János 1785-ben édesapjával, Steindl Károly Ferenccel vándorolt ki Ausztriából először Hatvanba, majd tovább Pestre, ahol 1790-ben a Molnár utcában közösen nyitották meg műhelyüket. A pesti céhes mesternévsorban 1804-ben szerepel először Steindl (Károly) Ferenc.
Idősebb Steindl Ferenc (Steindl Imre építész nagybátyja és Steindl Károly ékszerész és aranyműves testvére) 1824-ben szerzett mesterlevelet. Ezt követően részben átvette apjától és nagyapjától a műhelyt, azonban 1825-ben a Dorottya u. 13-ban egy saját újat nyitott. 1832-ben Pollack Mihály ajánlására a Szépítő Bizottmány foglalkoztatta a Vigadó berendezésénél. 1837-ben átköltözött a Király utcába és itt saját házában rendezte be végleges műhelyét és üzletét. Az első Magyar Iparmű Kiállításon ezüstéremmel tüntették ki. 1837 és 1842 között Széchenyi István pártfogására az első gőzhajók berendezésén dolgozott. A nyolc hajó berendezése nagy siker volt, Kossuth Lajos, az Iparművészeti Társulat választmányi aligazgatója jelentésében külön megemlékezett Steindl Ferenc kiváló munkájáról a dunai gőzhajók apartmanjainak berendezésében. Megbízást kapott a Lánchídi ünnepség tribünjének felépítésére is.
Műhelye, mely már az 1830-as években „állandóan negyven-ötven legénnyel dolgozott”, az 1860-as évekig működött.
Elhunyt 1866. január 30-án délután 1 órakor szívbaj következtében, örök nyugalomra helyezték 1866. február 1-jén délután a Fiumei úti sírkertben, a római katolikus egyház szertartása szerint.

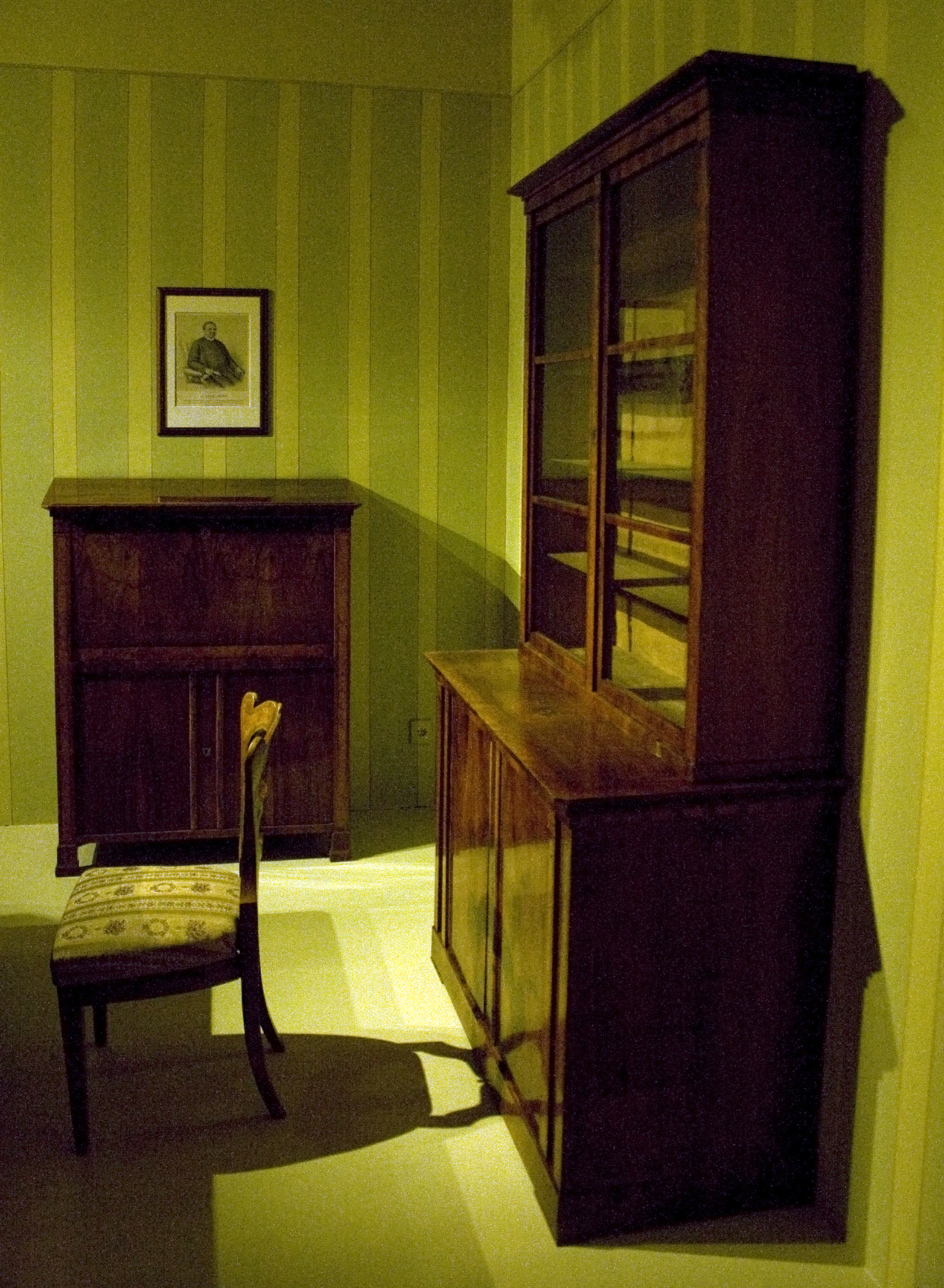
Jedlik Ányos számára készült bútorok Steindl műhelyéből

## Művészete
A 19. századi magyar bútorművészet valószínűleg legnagyobb alakja volt. A széles körben ismert és másokra is, egészen napjainkig nagy hatást gyakorló műhelye honosította meg Magyarországon a biedermeier stílusú lakberendezést. A Steindl-műhelynek csak kevés hiteles művét ismerjük, de úgy tűnik, az üzem elsősorban a cseresznyefa és diófa borítású, fonatmintás intarziával díszített biedermeier bútorok készítésében járt élen. A biedermeier a fekete vagy sötétbarna, aranyozott empire bútorokkal párhuzamosan az arisztokráciától a polgárságig minden rétegben népszerű volt. Steindl repertoárja igen széles volt. Az Iparművészeti Múzeumban, illetve a Nagytétényi Kastélymúzeumban található munkákból kirajzolódik stílusának fejlődése. A harmincas években egyértelműen a biedermeier mestere volt. Harmonikus összképet sugárzó darabjai közül említést érdemel az a karosszéke, amelyen a kartámasz jón csigát formáz. A negyvenes évektől díszesebbé váltak termékei, egyre cikornyásabb intarziák jelentek meg darabjain a neobarokk hatására.

## Családja
Felesége Spanraft Karolina volt, aki elhunyt 1864. december 28-án Pesten, 65 éves korában. Öccse, Steindl Károly (1802-1886) neves ékszerész és aranyműves volt, akinek Wagner Rozinával (1808-1876) kötött házasságból született meg Steindl Imre gyermekük, a későbbi építész; Steindl Ferenc unokaöccse.